# Pretendentes ao trono de Parma
Esta é uma lista de pretendentes ao trono do Ducado de Parma e Placência, que foi governada pela Casa de Bourbon-Parma até 1859, quando a família ducal escapou depois da insurreição nacional italiana ligada à Segunda Guerra de Independência Italiana.

## Lista de pretendentes
| Duque                                                          | Retrato | Nascimento                                                                                               | Casamentos | Morte                                        |
| -------------------------------------------------------------- | ------- | --- | --- | -------------------------------------------- |
| Roberto I 9 de junho de 1859 – 16 de novembro de 1907          |         | 9 de julho de 1848 Florença filho de Carlos III, Duque de Parma e de Luísa de França                     | (1) Maria Pia das Duas Sicílias 5 de abril de 1869 12 filhos (2) Maria Antónia de Bragança 15 de outubro de 1884 12 filhos | 16 de novembro de 1907 Viareggio com 63 anos |
| Henrique 16 de novembro de 1907 – 16 de novembro de 1939       |         | 13 de junho de 1873 Rorschach filho de Roberto I, Duque de Parma e de Maria Pia de Bourbon-Duas Sicílias | Nunca se casou | 16 de novembro de 1939 Luca com 66 anos      |
| José 16 de novembro de 1939 – 7 de janeiro de 1950             |         | 30 de junho de 1875 Biarritz filho de Roberto I, Duque de Parma e de Maria Pia de Bourbon-Duas Sicílias  | Nunca se casou | 7 de janeiro de 1950 Luca com 74 anos        |
| Elias 7 de janeiro de 1950 – 27 de junho de 1959               |         | 23 de julho de 1880 Biarritz filho de Roberto I, Duque de Parma e de Maria Pia de Bourbon-Duas Sicílias  | Maria Ana de Áustria 25 de maio de 1903 8 filhos                                                                           | 27 de junho de 1959 Friedberg com 78 anos    |
| Roberto Hugo (II) 27 de junho de 1959 – 15 de novembro de 1974 |         | 7 de agosto de 1909 Weilburg filho de Elias, Duque de Parma e de Maria Ana de Áustria                    | Nunca se casou | 15 de novembro de 1974 Viena com 65 anos     |
| Xavier 15 de novembro de 1974 – 7 de maio de 1977              |         | 25 de maio de 1889 Camaiore filho de Roberto I, Duque de Parma e de Maria Pia de Bourbon-Duas Sicílias   | Madeleine de Bourbon-Busset 12 de novembro de 1927 6 filhos                                                                | 7 de maio de 1977 Zizers com 87 anos         |
| Carlos Hugo (IV) 7 de maio de 1977 – 18 de agosto de 2010      |         | 8 de abril de 1930 Paris filho de Xavier, Duque de Parma e Madeleine de Bourbon-Busset                   | Irene dos Países Baixos 29 de abril de 1964 4 filhos                                                                       | 18 de agosto de 2010 Barcelona com 80 anos   |
| Carlos Xavier (V) 18 de agosto de 2010 – presente              |         | 27 de janeiro de 1970 Nimega filho de Carlos Hugo, Duque de Parma e de Irene dos Países Baixos           | Annemarie Gualthérie van Weezel 12 de junho de 2010 3 filhos                                                               |                                              |

## Linha de sucessão
- Roberto I (1848-1907)
  - Henrique de Bourbon-Parma (1873-1939)
  - José de Bourbon-Parma (1875-1950)
  - Elias de Bourbon-Parma (1880-1959)
    - Roberto II de Bourbon-Parma (1909-1974)

  - Xavier de Bourbon-Parma (1889-1977)
    - Carlos IV de Bourbon-Parma (1930-2010)
      - Carlos V de Bourbon-Parma (n. 1970)
        - (1) Charles de Bourbon-Parma (n. 2016)

      - (2) Jaime, Conde de Bardi (n. 1972)

    - (3) Sixto Henrique de Bourbon-Parma (n. 1940)

  - Félix de Bourbon-Parma (1893-1970)
  - (4) Henrique de Luxemburgo (n. 1955)
    - (5) Guilherme, Grão-Duque Herdeiro de Luxemburgo (n. 1981)
    - (6) Félix de Luxemburgo (n. 1984)
    - (7) Luís de Luxemburgo (n. 1986)
    - (8) Gabriel de Nassau (n. 2006)
    - (9) Noé de Nassau (n. 2007)
    - (10) Sebastião de Luxemburgo (n. 1992)

  - (11) João, Príncipe do Luxemburgo (n. 1957)
    - (12) Constantino de Nassau (n. 1988)
      -         - (13) Venceslau de Nassau (n. 1990)

    - (14) Carlos João de Nassau (n. 1992)
    - (15) Guilherme de Luxemburgo (n. 1963)
    - (16) Paulo Luís de Nassau (n. 1998)
      -         - (17) Leopoldo de Nassau (n. 2000)
        - (18) João de Nassau (n. 2004)

    - Charles de Luxemburgo (1927-1977)
      - (19) Roberto de Luxemburgo (n. 1968)
        - (20) Alexandre de Luxembourg (n. 1997)
        - (21) Frederico de Luxemburgo (n. 2002)

  -  Renato de Bourbon-Parma(1894-1962)
    -  Jacques de Bourbon-Parma (1922-1964)
      - (22) Filipe de Bourbon-Parma (n. 1949)
      - (23) Alan de Bourbon-Parma (n. 1955)

    - (24) Michael de Bourbon-Parma (n. 1926)
      - (25) Erik de Bourbon-Parma (n. 1953)
        - (26) Michael de Bourbon-Parma (n. 1989)
        - (27) Henry de Bourbon-Parma (n. 1991)

      - (28) Charles de Bourbon-Parma (n. 1961)
        - (29) Amaury de Bourbon-Parma (n. 1991)

  -  Louis de Bourbon-Parma (1899-1967)
    - (30) Rémy de Bourbon-Parma (n. 1942)
    - (31) João de Bourbon-Parma (n. 1961)